# $456,000 Squid Game in Real Life!
"$456,000 Squid Game in Real Life!" là một video của YouTuber người Mỹ Jimmy Donaldson, người thường được biết đến với tên gọi MrBeast. Video được phát hành trên nền tảng YouTube vào ngày 24 tháng 11 năm 2021 với nội dung là một cuộc thi lấy ý tưởng từ các trò chơi có trong bộ phim truyền hình Hàn Quốc mang tựa đề Trò chơi con mực, phát sóng trên Netflix vào năm 2021.
Donaldson đã bắt đầu quá trình thực hiện video vào tháng 10 năm 2021. Bên cạnh đó, video còn được công ty phát triển trò chơi điện tử Phần Lan Supercell tài trợ một phần để quảng cáo cho trò chơi di động Brawl Stars. Kinh phí sản xuất là 3,5 triệu USD, trong đó 2 triệu USD được chi cho phim trường và quá trình sản xuất video, và 1,5 triệu USD còn lại được dùng làm giải thưởng bằng tiền mặt cho các thí sinh. Trong video, Donaldson đã dựng lại một số bối cảnh của phim Squid Game, theo đó, 456 người chơi thi đấu trong các trò chơi cho đến khi chỉ còn lại một người duy nhất.
Sau khi đăng tải vào ngày 24 tháng 11 năm 2021, video đã nhanh chóng nhận được hơn 100 triệu lượt xem và trở thành video được xem nhiều nhất của MrBeast. Tính đến tháng 7 năm 2025, video đã đạt hơn 850 triệu lượt xem. Donaldson nhận được nhiều lời ca ngợi vì đã tái hiện chính xác các bối cảnh như trong phim, tuy nhiên một số nhà phê bình lại coi video này là thiếu sáng tạo và gây hiểu lầm về nội dung chủ nghĩa chống tư bản mà bộ phim Squid Game đề cập đến.

## Bối cảnh

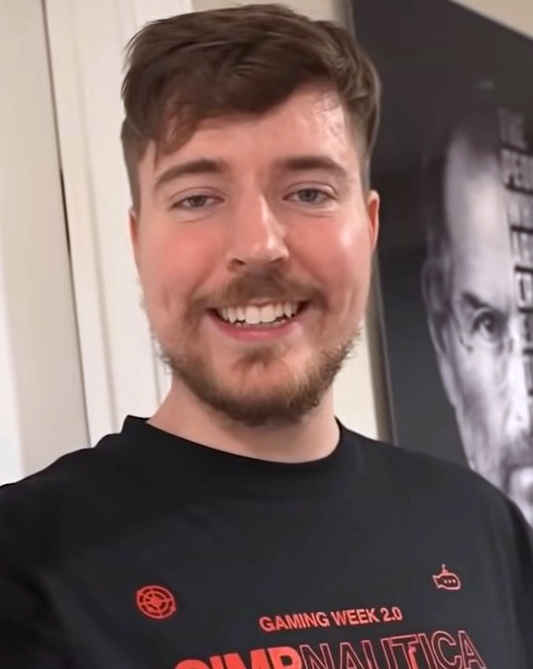
Donaldson vào năm 2021

Trò chơi con mực là một bộ phim truyền hình Hàn Quốc do Hwang Dong-hyuk viết kịch bản kiêm đạo diễn, được Netflix phát hành trực tuyến vào ngày 17 tháng 9 năm 2021. Tác phẩm kể về một nhóm 456 người đang lâm cảnh nợ nần chồng chất quyết định tham gia một trò chơi truyền hình, đánh cược tính mạng trong 6 trò chơi truyền thống dành cho trẻ em để nhận được khoản tiền thưởng lên đến 45,6 tỷ won. Bộ phim đã nhận được sự hoan nghênh của giới phê bình cũng như sự chú ý của dư luận quốc tế. Với việc thu hút hơn 142 triệu hộ gia đình thành viên trong 4 tuần đầu tiên kể từ khi ra mắt, đây là bộ phim được xem nhiều nhất của Netflix cho đến nay và vượt qua Bridgerton để trở thành bộ phim được xem nhiều nhất với hơn 1,65 tỷ giờ trong vòng 28 ngày đầu tiên.
Jimmy Donaldson đã tạo kênh YouTube MrBeast từ năm 2012. Kênh của anh bắt đầu trở nên nổi tiếng vào năm 2017 nhờ các video thử thách hoặc video từ thiện, trong đó nội dung video mang tính tham vọng và có kinh phí sản xuất đắt đỏ. MrBeast trở thành một trong những kênh YouTube được đăng ký nhiều nhất, với 75,9 triệu người đăng ký vào thời điểm video "$456,000 Squid Game in Real Life!" phát hành.

## Sản xuất
Ngày 11 tháng 10 năm 2021, Donaldson đăng một video trên TikTok nói đến kế hoạch dựng lại Squid Game nếu video đạt được 10 triệu lượt thích. Công việc thực hiện video bắt đầu vào giữa tháng 10. Donaldson thuê YouTuber William Osman quản lý một nhóm kỹ thuật tạo ra các mồi nổ để làm phát nổ túi máu giả khi một thí sinh bị loại; và anh có ba tuần để sản xuất 500 mồi.
Kinh phí sản xuất "$456,000 Squid Game in Real Life!" lên đến 3,5 triệu USD. Video được Supercell tài trợ một phần để quảng cáo trò chơi di động Brawl Stars. 2 triệu USD được chi để phục dựng bối cảnh và quá trình sản xuất, còn 1,5 triệu USD còn lại dùng làm giải thưởng tiền mặt. Matt Pearce của Los Angeles Times tính toán rằng để sản xuất mỗi phút của video của Donaldson trung bình tiêu tốn tới 134.600 USD, trong khi bản thân bộ phim Squid Game chỉ tốn khoảng 43.500 USD đối với mỗi phút trình chiếu. Donaldson đã tái hiện lại một số bối cảnh từ chương trình, bao gồm phòng ngủ của thí sinh, sân kéo co cũng như sân chơi trong nhà. Công ty hiệu ứng hình ảnh SoKrispyMedia là đơn vị chịu trách nhiệm hoàn thành một số khâu hậu kỳ cho video.

## Video

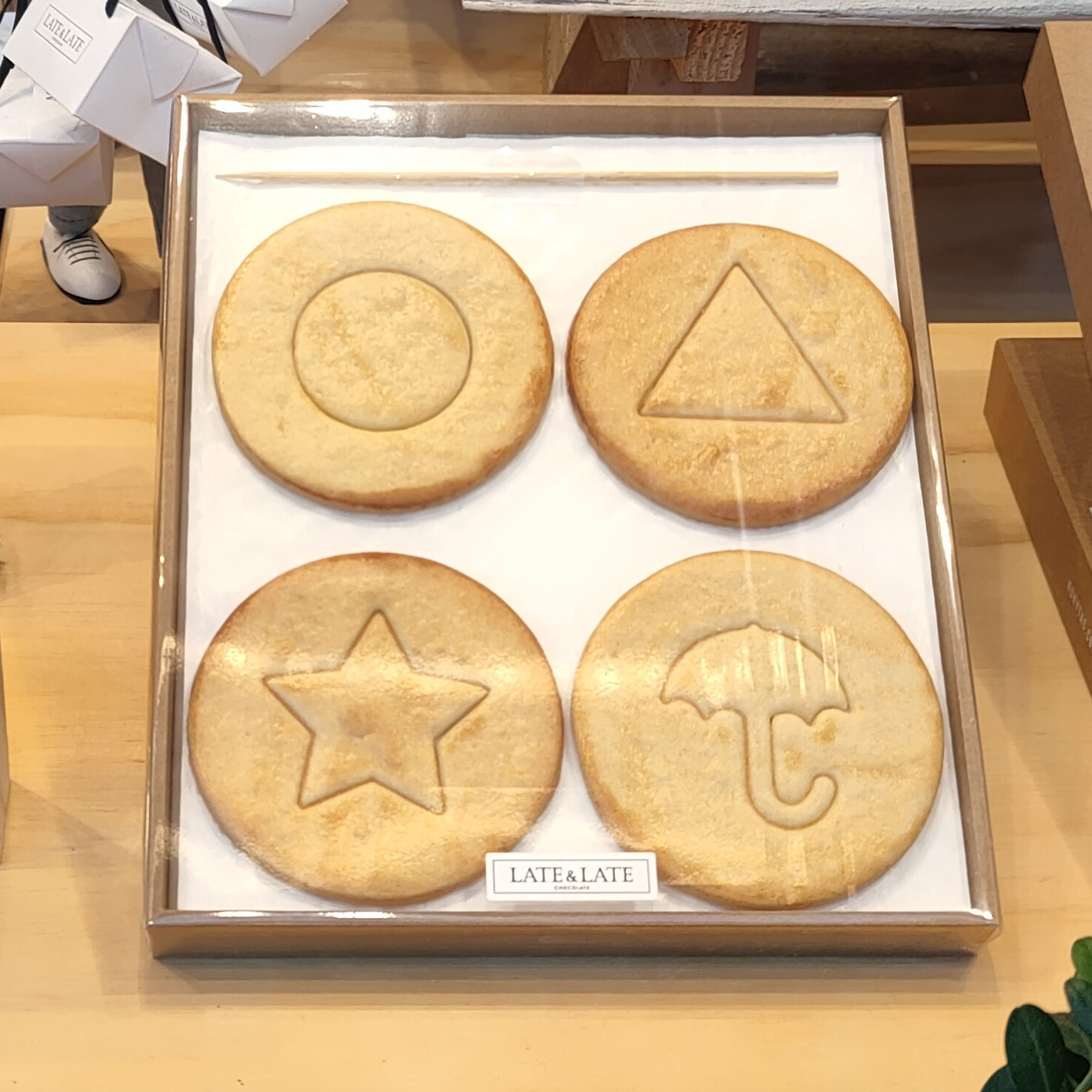
Dalgona, một loại kẹo Hàn Quốc được dùng làm trò chơi trong video và chương trình truyền hình

Theo PC Gamer, video "$456,000 Squid Game in Real Life!" là một trò chơi giải trí phỏng theo Squid Game và không nhằm mục đích chế lại bộ phim. Donaldson đã chọn ra 456 thí sinh tham gia và người chiến thắng 5 phần trò chơi được trao giải thưởng trị giá 456.000 USD. Người chơi bị loại thì được nhận giải khuyến khích trị giá ít nhất là 2000 USD. Qua mỗi trò chơi, số lượng người chơi giảm dần. Danh sách trò chơi gồm: đèn đỏ, đèn xanh; Dalgona; bắn bi ve; kéo co; vẩy đập (ddakji); thử thách đi trên cầu kính; cuối cùng là ghế âm nhạc (tranh ghế). Có một số khác biệt so với nguyên tác: video của Donaldson coi trò chơi vẩy đập là một vòng trò chơi, còn trong tác phẩm truyền hình thì không tính là một vòng. Ngoài ra, vòng chơi cuối cùng là trò ghế âm nhạc thay vì trò ojingŏ như trong bản gốc.

## Đón nhận
Kênh MrBeast đã đăng video lên Youtube vào ngày 24 tháng 11 năm 2021. Video đạt 100 triệu lượt xem trong 3 ngày và nhanh chóng trở thành một trong những video có lượt xem nhiều nhất của Donaldson. Brawl Stars nhận thấy số lượt tải xuống video tăng 41% và doanh thu tăng 54% trong vòng 6 ngày kể từ khi ra mắt. Tại Lễ trao giải Gotham 2021, khi phản hồi về video của Donaldson, đạo diễn Squid Game Hwang Dong-hyuk nói rằng "Tôi yêu thích [video] và video cũng giúp tôi quảng bá phim truyền hình nên tôi muốn nhiều người làm điều đó hơn nữa." Nhà báo Jennifer Bisset của CNET mô tả video này tái hiện "giống thật một cách đáng sợ", trong khi những cây bút khác từ các hãng như Polygon và Vice News thì mô tả đây là video "hoàn hảo". Biên tập viên truyền hình thực tế Katherine Griffin ví video này như một chương trình truyền hình thực tế về phong cách và độ dài của video, nhưng không đồng tình với việc thiếu phần danh đề ghi công các nhà biên tập.
Cựu giám đốc tiếp thị sản phẩm dành cho người sáng tạo của YouTube, Jon Youshaei, đã tweet khen ngợi video vì số lượt xem của "$456,000 Squid Game in Real Life!" thậm chí còn vượt qua số lượt xem của bộ phim Squid Game trên Netflix. Ông viết rằng video có số lượt xem cao hơn, thời gian sản xuất ngắn hơn và "ít gatekeeper hơn" so với Squid Game, đây là minh chứng cho "lời hứa của nền kinh tế sáng tạo". Dòng tweet trên bị người dùng Internet chỉ trích vì đã bỏ qua sự khác biệt giữa việc sản xuất một bộ phim truyền hình dài tập và sản xuất một video trên YouTube, đồng thời dường như dòng tweet này gạt bỏ sự ghi công của Donaldson đối với những người tạo ra Squid Game. Youshaei cuối cùng đã xóa đi đoạn tweet của mình. Khi trả lời Youshaei, Amanda Silberling của TechCrunch phê phán khái niệm "nền kinh tế sáng tạo", cho rằng những người sáng tạo video có kinh phí cao luôn phải liên tục tăng ngân sách làm video để tránh việc người xem không coi trọng giá trị sản xuất và tính mới mẻ của kênh. Donaldson tuyên bố rằng trên các video của mình, anh chỉ kiếm được rất ít lợi nhuận ("mỏng như dao cạo"). Amanda Silberling lập luận rằng những khoản tăng chi tiêu này là không bền vững, viết rằng "sự thành công của [video] là tin tốt hơn đối với YouTube hoặc thậm chí Netflix, hơn là tin tốt dành cho Donaldson". Gita Jackson của Vice News và Hussein Kesvani của Polygon coi video này là ví dụ điển hình cho một vấn đề "cơ bản" của YouTube: các video có chứa nội dung phái sinh và không sáng tạo lại đang thu lợi từ tác phẩm của người khác (ví dụ như video reaction); Kesvani mô tả "$456,000 Squid Game in Real Life!" là "kết luận hợp lý của "nền kinh tế sáng tạo" này".
Một số nhà báo và người dùng trực tuyến chỉ trích Donaldson vì cho là đã hiểu lầm về chủ đề chống tư bản chủ nghĩa mà bộ phim Squid Game đem lại. Jackson gọi "$456,000 Squid Game in Real Life!" là "xuyên tạc" (perverse), và video đã "tái hiện lại mong muốn tột cùng của kẻ phản diện là được xem những người tuyệt vọng tranh giành tiền chỉ vì mục đích giải trí của hắn". Theo Silberling, video thiếu "sự cộng hưởng của cảm xúc và hồi hộp" của chương trình gốc vì các thí sinh không phải đối mặt với nguy cơ bị trừng phạt nếu thua cuộc.
Trong làn sóng chỉ trích video vì tiêu tốn quá nhiều tiền, Tyler Wilde của tạp chí PC Gamer cho rằng "khó có thể cho rằng việc chi 3,5 triệu USD cho một video YouTube và giải thưởng tiền mặt là tệ, còn chi 21,4 triệu USD cho một bộ phim Netflix lại là tốt". Nhà báo nhận xét rằng "Video dài 25 phút nhưng tái hiện lại bộ phim Squid Game một cách chính xác nhất có thể mà không thực sự phạm tội giết người".
Matt Pearce của Los Angeles Times mô tả sự khác biệt về phong cách giữa phim truyền hình và video của Donaldson, nhà báo cho rằng video đã thay thế ý nghĩa "phê bình xã hội một cách cao thượng" của Squid Game bằng phong cách "hoạt động từ thiện lạc quan" của MrBeast. Pearce ghi nhận "hiệu quả trong việc tường thuật" của việc sử dụng rộng rãi các đoạn cắt nhanh (fast cutting), thay đổi âm nhạc, hiệu ứng âm thanh và đồ họa theo phong cách truyền hình thực tế của Mỹ. Theo Amanda Silberling của TechCrunch, giống như các video khác của Donaldson, video sử dụng tiếp thị clickbait và tiền đề "vô lý quá mức" để thuyết phục người khác nhấn vào xem, một phong cách mà Donaldson "tiên phong và hoàn thiện".